# Sicyos malvifolius
Sicyos malvifolius är en gurkväxtart som beskrevs av August Heinrich Rudolf Grisebach. Sicyos malvifolius ingår i släktet hårgurkor, och familjen gurkväxter. Inga underarter finns listade i Catalogue of Life.